# Расовая теория
Ра́совая тео́рия, нау́чный раси́зм (англ. scientific racism) — комплекс теорий и идей о решающем влиянии расовых различий на историю, культуру, общественный и государственный строй людей, о существовании превосходства одних человеческих рас над другими. Иногда (например, как у Людвига Фердинанда Клаусса) расовая теория не сводится к чисто биологическим факторам. Расовая теория является основой расовой дискриминации и рассматривается в настоящее время как псевдонаучная. Иногда расовую теорию прямо отождествляют с расизмом.
Как теория, научный расизм использует антропологию (особенно физическую антропологию), антропометрию, краниологию и другие научные дисциплины для составления антропологических типологий, подтверждающих классификации человеческого населения для разделения человеческих рас на «высшие» и «низшие». Научный расизм был распространён в период неоимпериализма (с 1880-х годов по 1914 год), где использовался для оправдания белого европейского империализма, достиг своего наибольшего подъёма с 1920-х годов и был окончательно отвергнут с окончанием Второй мировой войны. Начиная с последних лет XX века, научный расизм критикуется как отжившее явление, которое используется для обоснования расистских взглядов, основанных на вере в существование категорий и иерархий «высших» и «низших» человеческих рас. 
В настоящее время широкий научный консенсус не только отвергает идею о превосходстве одних человеческих рас над другими, но и в принципе констатирует некорректность эссенциалистской и типологической концепций расы.

## Единая расовая теория
Единой расовой теории как таковой не существует: авторов различных расовых теорий и концепций объединяет только убеждение в объективном существовании человеческих рас и решающем влиянии расовых различий на важнейшие стороны жизни человека.

## Классические мыслители
Израильский историк и антиковед Бенджамин Исаак отмечает, что научный расизм своими корнями уходит в греко-римскую античность. Ранним примером может служить написанный в V веке до н. э. Гиппократом трактат «О воздухах, водах и местностях», о котором Псевдо-Аристотель писал: «Мысль о том, что чёрные люди трусы, а белые люди мужественные борцы, уже содержится в „О воздухах, водах и местностях“». Также примером может служить древнеримский писатель, зодчий и инженер Витрувий (70—25 до н. э.), который, опираясь на расовые теории крупного греческого философа-стоика Посидония (135—51 до н. э.), говорил:

…эти расы, ближайшие к южной половине оси, менее рослые, со смуглыми лицами, вьющимися волосами, чёрными глазами, и немногокровные из-за солнца. Скудность крови делает их робкими для сопротивлению мечу… С другой стороны, мужчины, родившиеся в странах с холодным климатом, действительно готовы встретить разящее оружие с большой отвагой и без какой-либо боязливости.

## Мыслители эпохи Просвещения
На протяжении эпохи Просвещения (1650—1780-е годы) в большом ходу были концепции моногенизма и полигенизма, хотя к окончательному виду они будут приведены лишь в XIX веке. Моногенизм утверждает, что все расы имеют единое происхождение, в то время как полигенизм настаивает на том, что каждая из рас зародилась самостоятельно. До XVIII века слова «раса» и «разновидность» не были тождественными.

### Роберт Бойль против Анри де Буленвилье
Первым учёным, кто стал исследовать расы, был Роберт Бойль (1627—1691). Бойль был сторонником моногенизма и считал, что прародителями всех рас являются Адам и Ева. Он изучал истории родителей, давших жизнь различным «цветным» альбиносам, и отсюда сделал вывод, что Адам и Ева были белыми людьми, которые затем породили расы различных цветов. Теории Роберта Гука и Исаака Ньютона о свойствах света и цвета были также задействованы Бойлем в построении полигенеза, поскольку он полагал, что различия основаны на «семенных впечатлениях» (англ. seminal impressions). Однако в сочинениях Бойля отмечается, что в его время для «европейских глаз» красота не измерялась так существенно в цвете, но в «стане, миловидных очертаниях тела и приятных черт лица». Различные члены научного сообщества отвергли его теоретические построения, определив их как «тревожные» и «занятные».
Иной точки зрения придерживался историк Анри де Буленвилье (1658—1722), разделивший Францию на две расы: 1) аристократическая «французская раса», произошедшая от вторгшихся германских франков, и 2) коренная галло-римлянская раса (пресловутое третье сословие). Франкская аристократия владычествовала над галлами по праву завоевателя. Однако во времена Беленвилье не как биологически неизменное состояние, а как современное (расовый[прояснить]) культурное явление.[прояснить] Его расистский расчёт французской истории не был целиком мифическим: несмотря на «опорные» жития святых и эпическую поэзию, вроде «Песни о Роланде», он стремился к научному утверждению, основывая свои расистские построения на существовании исторического и языкового различия германо- и франкоговорящих жителей Франции.

### Вольтер
Вольтер (1694—1778) был полигенистом. Он находил смешным библейский моногенизм, замечая в «Письмах Амамеда»:

Как хороши берега Южного моря, и как мерзостны его обитатели! Это просто звери. Чем больше природа делает для нас, тем меньше мы делаем для неё. Здешние племена ничего не умеют. Когда глядишь на них, так и напрашивается вопрос — кто от кого произошёл: они от обезьяны или обезьяны от них? Наши мудрецы учат, что человек — подобие божие! Хорошенькое, однако, подобие Предвечного: нос приплюснут, ума вовсе или почти никакого! Конечно, наступит пора, когда эти животные научатся возделывать землю, украсят её зданиями и садами, постигнут движения светил, но на это нужно время.

Сравнение белых и чернокожих Вольтер делал на примере собак:

Негроидная раса это разновидность людей, отличающихся от нас также, как порода спаниелей от борзых. Слизистая оболочка, или сеть, которую природа расположила между мышцами и кожей, у нас белая, а у них чёрная или медно-красная.

### Лорд Камес
Шотландский адвокат Генри Хоум, лорд Камес (1696—1782) был полигенистом: он верил, что Бог сотворил различные расы на Земле в разных местах. В 1734 году в своей книге «Наброски истории человека» (англ. Sketches on the History of Man) Камес утверждал, что среда, климат или устройство общества не могут объяснить различия человеческих рас, поэтому они произошли от разных родов.

### Карл Линней
В то же время Карл Линней усовершенствовал устоявшуюся таксономическую основу биноминальной номенклатуры флоры и фауны и стал первопроходцем в исследовании биологических признаков, определяющих расу человека. В «Системе природы» Линней предложил пять «разновидностей» человеческого рода. Каждая из них была описана как имеющая следующие физиономические характеристики, «различаемые культурой и местом»:
1. Americanus: красный, холерик, справедливый; чёрные, прямые, густые волосы; упрямый, ревностный, свободный; рисующий себя красными линиями и живущий согласно обычаям[24]
2. Europeanus: белый, сангвиник, необузданный; с пышными длинными волосами; голубые глаза; обходительный, проницательный, изобретательный; одет в плотную одежду; живёт согласно обрядам[25]
3. Asiaticus: жёлтый, меланхолик, жёсткий; чёрные волосы, тёмные глаза; суровый, надменный, жадный; одет в свободную одежду; живёт согласно убеждениям[26]
4. Afer, или Africanus: чёрный, флегматик, небрежный; чёрные, вьющиеся волосы; шелковистая кожа, приплюснутый нос, пухлые губы; женщины без стыда; молочные железы дают молоко в изобилии; ловкий, коварный, беспечный; намазывающий себя жиром; живёт согласно воле[27]
5. Monstrosus — мифические люди, не вошедшие в первое издание «Системы природы». В подвиды были включены «четвероногий, бессловесный, волосатый» «дикий человек» (лат. Homo feralis), звероподобный «гессенский одичавший мальчик» (лат. Juvenis lupinus hessensis), «ганноверский мальчик» (лат. Juvenis hannoveranus), «одичавшая девочка из Шампани» (лат. Puella campanica) и подвижный, но слабонервный «чудовищный человек» (лат. Homo monstrosus): патагонские гиганты, альпийские гномы и монорхические готтентоты. В «Amoenitates academicae» (1763) Линней представил «человекоподобных людей» (лат. Homo anthropomorpha) — такие гуманоидные создания, как троглодит, сатир, гидра и феникс, которых он ошибочно отождествил с человекообразными обезьянами.

Имеют место разногласия по вопросу о том, что стало у Линнея основой для таксонов человека. С одной стороны, самые непримиримые критики говорят, что классификация была не только этноцентричной, но и основанной на цвете кожи. С другой стороны, указывается на то, что классификация проводилась Линнеем по географическому признаку, будучи картографической по своей основе, а не иерархической. Палеонтолог Стивен Гулд указывает на то, что таксоны располагались «не в порядке ранжирования, столь излюбленного большинством европейцев в расистской традиции» и что распределение у Линнея находится под влиянием медицинской теории соков, согласно которой темперамент человека находится в прямой зависимости от биологических жидкостей. Антрополог Кеннет Кеннеди отмечает, что Линней конечно же считал, что его собственная культура самая лучшая, но его мотивы в классификации человеческих разновидностей не были расоцентричны. Лондонское Линнеевское общество заявляло, что с точки зрения Линнея «превосходство европейцев заключается в „культуре“», поэтому именно «культура» стала основой для его таксонов, а не раса. Таким образом они определяют взгляды Линнея как лишь «европоцентричные», а также отмечают, что Линней никогда не выступал как расист и вообще не использовал слово «раса», которое было введено в оборот позднее «его оппонентом Бюффоном». Биолог Стэнли Райс выразил своё согласие с тем, что классификация Линнея не «подразумевает иерархии человечности или превосходства»., хотя современные критики Линнея считают, что его классификация была не лишена стереотипов и ошибочности из-за включения таких антропологических и не биологических особенностей, как обычаи и традиции.

### Джон Митчелл
Географ Джон Митчелл (1711—1768), занимаясь изучением климата и рас, в 1744 году написал книгу «Очерки о причинах различия цветов людей в разных климатах» (англ. An Essay upon the Causes of the Different Colours of People in Different Climates), где утверждал, что первой расой на Земле были люди с коричневой и красной кожей. Он писал, что «промежуточный тёмно-жёлтый цвет обнаруженный среди азиатов и коренных краснокожих» был «первичным цветом всего человечества», и что другие расы произошли от основной сменяя поколения в различных климатических условиях.

### Иммануил Кант
Философ Иммануил Кант (1724—1804) выступал за изучение самой внутренней сущности человека, но не за достижение выводов, сделанных о ней на основе внешних физических признаков и качеств. В 1775 году Кант выпустил труд под названием «О различных человеческих расах» (нем. Über die verschiedenen Rassen der Menschen), где высказывал предположения о природных и целенаправленных причинах возникновения расовых различий, противопоставив механический закон и волю случая. Он выделил четыре основные расы: белые, чёрные, калмыки и индостанцы. Причина возникновения различий между расами объяснялась Кантом как изменения в окружающей среде и климате, например, воздуха и солнца. В то же время он уточнял, что изменения имеют закономерность и проявляются не только внешне. Кант считал, что человеческие существа были изначально оснащены биологическими зачатками (нем. Keime) и природными задатками (нем. Anlagen), которые затем развились в зависимости от природных условий и служили определённой цели. После того как всё произошло, процесс стал необратимым. Таким образом раса не может погибнуть из-за климатических перемен. Кант отмечал: «Жёлтые индейцы[прояснить] обладают скудным талантом. Негры значительно ниже них, в самом низу находятся некоторые части американских народов».

### Джон Хантер
Хирург Джон Хантер (1728—1793) считал, что первоначально представители негроидной расы были белыми. Он полагал, что из-за палящего солнца они со временем загорели и стали чернокожими. Хантер также утверждал, что ожоги и волдыри скорее всего станут белыми на коже негра, которые он считал доказательством в пользу своей точки зрения.

### Чарлз Уайт
Врач Чарлз Уайт (1728—1813) считал, что расы являются различными звеньями великой цепи бытия и пытался научно доказать, что разные расы имеют различное друг от друга происхождение. Являясь сторонником полигенизма, он полагал, что европеоиды и негроиды являются двумя различными разновидностями. В 1799 году в своей книге «Оценка постоянных изменений в человеке» (англ. Account of the Regular Gradation in Man) Уайт приводит эмпирические основания для своей идеи. Он отстаивал полигеническую теорию французского натуралиста Жоржа-Луи Леклерка де Бюффона, включая его довод о том, что только подобные разновидности могут скрещиваться. Уайт указывал на гибриды видов лис, волков, шакалов, которые, являясь отдельными группами, могли смешиваться. Уайт считал каждую расу отдельной разновидностью, сотворённой божественным путём для своего собственного географического региона.

### Бюффон и Блуменбах
Жорж-Луи Леклерк де Бюффон (1707—1788) и немецкий анатом и антрополог Иоганн Блуменбах (1752—1840) были сторонниками моногенизма и «теории вырождения» в происхождении рас. Они оба считали, что Адам и Ева были представителями европеоидной расы, остальные расы возникли от вырождения в жёстких условиях суровой окружающей среды, к факторам которой они относили палящее солнце и плохую пищу. Они также считали, что «вырождение» можно было бы прекратить, если бы был введён экологический контроль, и тогда все вернутся в первоначальное состояние европеоидов.
Они считали, что чёрная кожа у негроидов появилась из-за сильного тропического солнца, а холодный северный ветер способствовал появлению у эскимосов желтовато-коричневой кожи. Бюффон и Блуменбах полагали, что наличие у китайцев более светлой кожи по сравнению с другими азиатскими народами вызвано тем, что они жили в городах и были защищены от воздействия окружающей среды. Бюффон говорил, что пища и образ жизни способны направлять расы по пути вырождения и непохожести на первоначальную европеоидную. А Блуменбах выделял пять рас, которые имеют общее происхождение: европеоидная, монголоидная, эфиопская, американская и малайская. Он писал:

Я поставил на первое место европеоидную [расу], потому что она представляет собой самую красивую расу людей.

Бюффон считал, что человечеству всего 6000 лет (с тех пор как жил Адам). Многие сторонники научного расизма в то время отмечали, что это было бы очень сложно для рас измениться так явно в генотипе и фенотипе за столь короткое время. Придерживаясь моногенетизма, Бюффон полагал, что цвет кожи изменится за одно поколение при смене условий климата и питания.

### Бенджамин Раш
Бенджамин Раш, один из отцов-основателей США и врач, предполагал, что чёрный цвет кожи является наследственным заболеванием, которое он называл «негроидизм» (англ. negroidism) и считал излечимым. Раш считал, что небелые люди в действительности были белыми, но виной их черноты стала незаразная форма проказы, которая покрыла кожу. Он сделал следующий вывод:

Белые не должны тиранить [чёрных], ибо за их недуг они вдвойне заслуживают человеческого отношения. Тем не менее, по той же причине, белые не должны вступать в брак с ними, потому что это будет вести к заражению потомства этим «расстройством». […] нужно попытаться вылечить эту болезнь.
Оригинальный текст (англ.)Whites should not tyrannize over [blacks], for their disease should entitle them to a double portion of humanity. However, by the same token, whites should not intermarry with them, for this would tend to infect posterity with the "disorder"... attempts must be made to cure the disease.

### Кристоф Майнерс
Кристоф Майнерс, немецкий философ и историк, был сторонником полигенизма и считал, что каждая из рас имеет самостоятельное происхождение. Он занимался исследованием физических, умственных и нравственных особенностей каждой из рас, на основании которого построил свою собственную расовую иерархию. В 1785 году в книге «Очерк человеческой истории» (нем. Grundriß der Geschichte der Menschheit) он писал, что основными признаками для выделения рас являются красота и уродство. Он делил человечество на две части, которые определял как «прекрасная белая раса» и «уродливая чёрная раса». Майнерс считал, что «уродливые расы» являются низшими, аморальными и звероподобными, а чернокожие отличаются от белых полным отсутствием добродетелей и наличием страшных пороков. Согласно Майнерсу: 
Наиболее умные и благородные люди от природы, наиболее приспособленные, чувствительные, нежные и мягкие их тела; с другой стороны чем менее они обладают способностью и склонностью к добродетели, тем более они не приспособляемые; и не только это, а тем менее чувствительны их тела, тем более они способны терпеть сильную боль или быстрые изменения тепла и холода; когда они подвергаются воздействию заболеваний, тем быстрее их излечение от ран, которые могли бы быть смертельными для более чувствительных людей, и тем более вероятность, что такие съедят негодную и плохо перевариваемую пищу […] без каких-либо заметных последствий.
Майнерс считал, что негры менее восприимчивы к боли, чем любые другие расы, и лишены чувств, поскольку у них крепкие нервы. Он зашёл так далеко в своих рассуждениях, что полагал, что у негров «нет человеческого, лишь какое-то животное чувство». В доказательство он приводит историю про негра, которого приговорили к смертной казни через сожжение, и который, будучи наполовину сгоревшим, попросил закурить трубку и курил её как ни в чём не бывало пока не сгорел полностью. Майнерс, изучая анатомию негров, пришёл к выводу, что у них крупнее челюсти и зубы, чем у других людей, как у плотоядных животных. Также он утверждал, что череп негра большой, но мозг меньше, чем у представителей других рас. Майнерс сделал вывод, что негры являются самой нездоровой расой на Земле из-за своего плохого питания, образа жизни и отсутствия морали.
Майнерс считал индейцев представителями низшей расы. Он говорил, что они не в состоянии приспосабливаться к другому климату, пище или образу жизни, и что под воздействием таких условий они впадают в «смертельную тоску». Изучив особенности питания индейцев, он сделал вывод, что они способны съесть любую «отвратительную падаль», а также думал, что индейцы употребляют много алкоголя. Майнерс полагал, что их черепа настолько крепкие, что об них ломались клинки испанских рапир, а также утверждал, что кожа индейцев плотнее, чем у быка.
Майнерс писал, что благородной расой являются кельты, поскольку они сумели завоевать различные земли, были восприимчивы к теплу и холоду, а их изящество основано на избирательности в выборе пищи. В то же время Майнерс относил славян к низшей расе, поскольку считал, что они «менее чувствительны и довольствуются поеданием грубой пищи». Он передавал рассказы о том, что якобы славяне съедали ядовитые грибы без какого-либо вреда для себя. Также Майнерс утверждал, что способы лечения у славян являются отсталыми, и в качестве примера такого приводил нагревание больного в печи с последующим обваливанием в снегу.
В своей самой крупной работе — четырёхтомном труде «Исследования о различиях в человеческой природе» (нем. Untersuchungen über die Verschiedenheiten der Menschennaturen) — Майнерс занимался сексологическим изучением каждой расы. Он утверждал, что у африканских негров присутствует крайне сильные и извращённые сексуальные влечения, в то время как у белых европейцев всё в норме.

## Поздние мыслители

### Самуил Стэнхоуп Смит
Пресвитерианский деятель Самуил Стэнхоуп Смит (1751—1819) в 1787 году написал «Очерк о причинах многообразий лица и фигуры у человеческих разновидностей» (англ. Essay on the Causes of Variety of Complexion and Figure in the Human Species), где высказал мысль о том, что чёрный цвет кожи у негров — не что иное, как большая веснушка, распространившаяся по всему телу из-за продолжительного пребывания в тропическом климате.

### Жорж Кювье
Французский естествоиспытатель и натуралист Жорж Кювье находился под влиянием научного полигенизма и научного расизма. Он считал, что есть три обособленные расы: кавказская (белая), монголоидная (жёлтая) и эфиопская (чёрная). Он выделял каждую по красоте или уродству черепа и состоянию цивилизационного развития. Так о кавказской расе он писал:
Белая раса, с овальным лицом, прямыми волосами и носом, к которой принадлежат цивилизованные народы Европы и которая представляется нам наипрекраснейшей из всех, также превосходит прочие своей гениальностью, мужественностью и деятельностью.
 В свою очередь негроидная раса им определялась следующим образом:
Негроидная раса […] имеет чёрную кожу, жёсткие или шерстистые волосы, сжатый череп и приплюснутый нос. Очертания нижней части лица, и полные губы, очевидно приближает их к обезьяньему племени: орды, из которых они складываются, всегда являлись признаком законченного состояния варварства.
Он полагал, что Адам и Ева были белыми и, следовательно, подлинной человеческой расой. Остальные же расы возникли из собравшихся вместе выживших после случившейся 5000 лет назад мировой катастрофы, жили и развивались полностью обособленно.
Ученик Кювье Фридрих Тидеман стал одним из первых, кто представил научное опровержение расизма, доказав, что он не имеет научных обоснований и основывается лишь на предубеждениях путешественников и исследователей. Его доводы строились на краниометрических данных и измерениях головного мозга белых и чёрных людей из различных концов того самого мира, в котором общеевропейское мнение считает, что негры имеют меньший размер мозга, а следовательно и умственно уступают белым.

### Георг Вильгельм Фридрих Гегель
Георг Вильгельм Фридрих Гегель (1770—1831) представил стройную концепцию эволюции истории в своих «Лекциях по философии истории» выделил понятия «дух» (нем. Geist) и «народный дух» (нем. Volksgeist).
В главе «Географическая основа всемирной истории» Гегель писал, что «каждый народ представляет собой особую степень развития духа», из которого рождается нация. В свою очередь нация не основывается лишь на телесных признаках, а включает историко-географическую среду, где «дух» развивается. Эта идея исходила из теории Шарля Монтескьё о климатическом влиянии на культурные традиции и право. В противовес трактату Монтескьё «О духе законов» (1748), Гегель представил «исторических» людей и «не исторических» дикарей:

Это правда, что климат оказывает влияние, в том смысле, что ни тёплое место, ни холодное место, не являются благоприятными для свободы человека, и появлению[прояснить] исторических народов.

Неудивительно, что Гегель, таким образом, выступает за Geist в умеренных зонах, и, наконец, пишет обобщение «всеобщей истории» упорядочивая во времени мир Востока, греческую античность, римский мир, христианский мир и прусский мир. В другой лекции Гегель писал, что «Америка это страна будущего», но «философия не занимается пророчествами», а историей.
Философия Гегеля, как и Канта не может быть сведена к эволюционистским построениям; тем не менее она оправдывала европейский колониализм вплоть до Первой мировой войны (1914—1918). Кроме того, теория Монтескьё о влиянии климата на культурные традиции и право «научно» обосновывала идею о неполноценности негров.
Гегель также заявлял, что «Африка не является исторической частью мира», а также, что негры не «имеют личностное сознание; их дух спит, остаётся глубоко внутри, не имеет никаких подвижек, и, таким образом соответствует плотной, неупорядоченной массе африканского континента».

## Вторая половина XIX — первая половина XX века
В европейской культуре второй половины XIX — первой половины XX века расовые теории занимают видное место. Им отдали дань Рихард Вагнер и Фридрих Ницше, а среди теоретиков следует упомянуть графа Жозефа Артюра де Гобино, Людвига Вольтмана, Жоржа Ваше де Лапужа, Хьюстона Стюарта Чемберлена. В своём радикальном варианте расовая теория оказывается своеобразной религией крови.
В США в первой трети XX века вопросами расовой теории занимались Мэдисон Грант, написавший известную книгу «Конец великой расы», и Теодор Стоддард.
В Российской империи расовые теории развивали такие авторы, как Степан Ешевский, Николай Кареев, Валентин Мошков. Известным расовым теоретиком Третьего рейха был Ханс Гюнтер.
В первой половине XX века основным источником и носителем расовой теории в Европе стал немецкий национал-социализм. На основе нацистской расовой теории в Третьем рейхе была разработана концепция расовой гигиены. Она послужила базой для проведения расовой политики, направленной на дискриминацию и уничтожение представителей так называемых «неполноценных рас», в первую очередь славян, евреев и цыган. После Второй мировой войны расовые теории потеряли статус научных.

## В современном мире

Карта оценок IQ по странам мира из книги Коэффициент интеллекта и богатство народов (2002). Книга была подвергнута критике за подход к проведению оценок IQ

Юрист по образованию Ричард Ферле в книге «Эректус бродит между нами. Покорение белой расы» (2014) указывая на примитивные, по его мнению антропологические признаки «африканцев», делает вывод, что они «имеют обезьяноподобную внешность и поведение, и не случайно, а потому, что, хотя все мы и эволюционировали от обезьяноподобного предка, они эволюционировали в меньшей степени».
В России имел некоторую известность продвигавший расистские убеждения публицист В. Б. Авдеев. Он утверждал, что расовая теория, или «расология» тождественна нордицизму: «Базовое утверждение расовой теории, что всегда и везде <…> создателем культуры был человек нордической расы».
Вклад в расовую теорию внёс также политик и политолог Андрей Савельев, автор книги «Образ врага. Расология и политическая антропология» (2007).
По мнению историков Вероника Газо и А. Е. Мусина, антинорманизм с его противоречащей совокупности исторических источников идеей славянской принадлежности варягов «выступает как форма расизма, даже как расовая теория».

## Критика
После окончания Второй мировой войны и Холокоста научный расизм как теория и деятельность был осуждён, в частности в антирасистском заявлении ЮНЕСКО «Расовый вопрос» (1950): «Следует различать биологическую расу и миф о „расе“. Во всех случаях общественного применения „раса“ не столько биологическое явление, а социальный миф. Миф о „расе“ породил огромное число человеческого и общественного вреда. В последние годы он взял на себя тяжкий груз из человеческих жизней и неисчислимых страданий».
Термин «научный расизм» является ругательным по отношению к современным теориям, таким как изложенная в 1994 году в книге «The Bell Curve», где исследовалось коренное различие в коэффициенте интеллекта и делался вывод о том, что генетика объяснила, по крайней мере, частичное различие в интеллекте между расами. Критики утверждали, что подобные работы основаны на расистском предположении, не подкреплённом сто́ящими доказательствами. Такие издания как научный журнал «Mankind Quarterly», основанный как явно «расонастроенный», обвинялся в научном расизме за публикацию статей о спорных толкованиях антропогенеза, интеллекта, этнографии, археологии, мифологии и языка. Бранный ярлык «научный расизм» применяется к тем исследованиям, которые пытаются установить связь между, например, расой и интеллектом и утверждают, что это продвигает идею о наличии «высших» и «низших» рас.
По комплексу статистических измерений черепа существует значительный разрыв между Homo sapiens и близким к нему родственным видом, неандертальцами. Это разрыв значительно превосходит разрыв между расами Homo sapiens. Последние всегда демонстрируют «пересечение» признаков. Так, европеоиды по признаку надбровных дуг находятся на втором месте после австралоидов и папуасов, одни из самых «архаичных». Для австралоидов характерен широкий нос, большие челюсти, большое надбровье, что может рассматриваться как «архаичные» черты. Однако пропорции конечностей у них дальше от «архаики», чем у европеоидов. Последние обладают более близкими к неандертальцам расширенными пропорциями кистей. Европеоиды имеют также ряд других «архаичных» признаков — мощная грудная клетка, относительно массивное надбровье. Негроиды характерны широким носом, выступающими челюстями, но при этом слабым надбровным рельефом и рядом других «неархаичных» признаков. Не существует «примитивных» и «прогрессивных» рас, но любые расы имеют как условно «примитивные», так и условно «прогрессивные» признаки.
Полигенизм (устаревшее и в настоящее время псевдонаучное учение о расах человека как о разных биологических видах, происходящих от разных видов животных), часто выступающий обоснованием расизма и связанный с расовыми теориями, не имеет научных подтверждений и противоречит в настоящее время наиболее признанной в науке теории африканского происхождения человека. Все современные люди принадлежат к одному виду — Homo sapiens. Между любыми расами не существует репродуктивных барьеров, которые могли бы свидетельствовать о принадлежности рас или их предков к разным биологическим видам. Любые человеческие расы могут давать при смешении друг с другом плодовитое потомство. Утверждение некоторых авторов (например, С. В. Савельева) об отсутствии плодовитого потомства у представителей разных рас (в том числе якобы «отдалённых» друг от друга) противоречит как научным исследованиям (метисы в течение многих десятилетий и подробно изучались антропологами различных стран), так и массе наблюдаемых фактов. Так, в ЮАР существуют целая группа народностей, обозначаемая собирательным словом «цветные». Группа образовалась в результате смешения европейских поселенцев, койсанов (бушменов и готтентотов), а также банту и индийцев. Численность южноафриканских «цветных» составляет более 4,5 млн человек. Советский антрополог Я. Я. Рогинский (1953) отмечал, что в начале XX века на каждую семью «цветных» приходилось в среднем восемь детей. По данным генетических исследований (2009), «цветные» Южной Африки являются наиболее генетически разнородной группой. В ряде южноамериканских стран смешанное население составляет большую часть (например, в Чили до 65 %). Генетик С. А. Боринская отметила, что для того, чтобы расы стали генетически несовместимыми, им нужно находиться в изоляции друг от друга, не обмениваясь генами, несколько миллионов лет. Вид Homo sapiens существует около 200 тысяч лет. При этом современные расы разделяет не больше 50—70 тысяч лет эволюции.